# 安特克拉足球會
安特克拉足球會（Antequera Club de Fútbol）是一支位於西班牙安達盧西亞安特克拉的職業足球會，目前於西班牙皇家足協甲組聯賽角逐。

## 外部連結
- Official website （西班牙文）
- Futbolme team profile （页面存档备份，存于） （西班牙文）
- Lapreferente team profile （页面存档备份，存于） （西班牙文）